# 樊齊
樊齐（?—?），又称樊顷子，春秋时期周朝的大夫。
前520年，召庄公要背盟杀单旗，樊齐不同意。前519年六月二十，王子朝入京师，单旗、樊齐、刘卷带着周敬王逃到刘地。